# Großstadtmelodie
Großstadtmelodie es un largometraje alemán de 1943 protagonizado por Hilde Krahl, Werner Hinz y Karl John.  La producción de Wolfgang Liebeneiner tiene una importancia histórica, ya que se considera la última película que muestra imágenes auténticas de Berlín, que seis semanas luego del estreno del largometraje fue severamente destruida por bombarderos aliados. 

## Trama
Renate Heiberg vive en la tranquila ciudad de Wasserburg am Inn y está decidida a triunfar como fotógrafa. Cuando un día un piloto italiano tiene que realizar un aterrizaje de emergencia con su avión, ve llegada su hora. Renate toma varias fotografías que resultan excelentes y parecen allanar su carrera. El periodista Rolf Bergmann la pone en contacto con un periódico berlinés al que le vende las fotografías. Las fotos aparecen en la portada y le dan a Renate 600 RM. Animada por esto, la joven se atreve a trasladarse a Berlín e intenta conseguir trabajo en varias redacciones, pero experimenta un rechazo tras otro. Sólo Berolina-Press le da una oportunidad a la joven fotógrafa y la contrata. Renate arruina su primera tarea: debido a un malentendido, las fotografías solicitadas de una carrera ciclista llegan demasiado tarde a la redacción y no corresponden temáticamente con los requisitos. Renate es despedida, pero finalmente conoce a su colega Klaus Nolte, que ya se ha hecho un nombre como fotógrafo de prensa, quien la apoya siempre que puede y también la ayuda a encontrar un apartamento en Berlín.
A Renate le resulta difícil afirmarse en su trabajo. Para mantenerse a flote económicamente, tiene que conformarse con trabajos ocasionales y poco interesantes, como fotografiar a los visitantes del zoológico. Klaus está a su lado para asesorarle y apoyarla y también le proporciona películas para su cámara. Contrariamente a lo esperado, Renate vuelve a tener noticias de Berolina Press: ahora han encontrado utilidad para las fotos de la carrera ciclista que ella ya había tomado. Renate Heiberg es contratada nuevamente y se le asigna la tarea de tomar una serie de fotografías para diversos artículos. Cuando se reencuentra con Rolf Bergmann en un desfile de moda, poco a poco se van acercando y finalmente se acercan. Rolf, sin embargo, tiene dudas de que su trabajo, que le exige estar constantemente en movimiento, sea realmente propicio para una relación seria. De hecho, ya casi no se ven: Bergmann cumple un encargo en el extranjero y Renate fotografía para un ambicioso libro ilustrado sobre Berlín. Cuando Rolf y Renate se reencuentran, hay una discusión y la posterior separación. Un poco más tarde, Klaus se casa con su prometida, la bailarina de revista Viola. Renate y Rolf, que están presentes como testigos a petición de Klaus, se reconcilian en la celebración y deciden casarse.

## Elenco
- Hilde Krahl como Renate Heiberg
- Werner Hinz como Dr. Rolf Bergmann, relator
- Karl John como Klaus Nolte
- Paul Henckels como Direktor Heinze, director editorial
- Will Dohm como Dr. Pauske, fotógrafo
- Curt Ackermann como director del Revue
- Günther Ballier como un berlinés en una parada de tranvías
- Heinz Baur como Velten, colega de Dr. Werners
- Fritz Berghof como una personalidad extranjera distante
- Elfie Beyer como Vroni Huber, prima de Renates
- Erwin Biegel como intendente del Revue
- Marlies Bieneck como Lotti Brandt, secretaria de Dr. Pauske
- Käte Bierkowsky como Frau Stirner
- Beppo Brem como cartero portador de dinero
- Heinz Brilloff como un reportero que se baña en el lago
- Vera Complojer como Frau Moosbrugger
- Gerhard Dammann como el camionero
- Ernst Dernburg como Herr Stirner
- Franz Dombrowski como policía de tránsito en la Potsdamer Platz
- Liesl Eckardt como sirvienta de Dr. Pauske
- Josef Eichheim como Alois Huber, fotógrafo
- Peter Elsholtz como Buckel, colega de Dr. Werner
- Angelo Ferrari como un periodista extranjero en la Revue
- Otto Graf como Dr. Werner, jefe de redacción
- Walter Gross como un berlinés en la parada del tranvía
- Wilhelm Große como el funcionario público que casa a Klaus y Viola
- Clemens Hasse como Tielke, técnico del laboratorio fotográfico
- Johannes Heesters como él mismo en la Revue
- Friedel Heizmann como la escritora que busca fotografías de Stuttgart
- Irmgard Hoffmann como Frau Tupfer
- Melanie Horeschowsky como Frau Krauthofer, propietaria de una pensión en Berlín
- Ursula Klinder como Frl. Kindler
- Horst Lommer como el colega fotógrafo berlinés de Klaus
- Marlise Ludwig como Frau Pauske
- Käte Merk como una joven en el puesto nocturno de salchichas
- Kurt Mikulski como un berlinés en la parada del tranvía
- Karl Morvilius como un oficial de policía en un recorrido nocturno
- Peter Mosbacher como Kajetan Orff
- Ditta Oesch como Anni, la muchacha cerca de Alois Huber
- Walter Pentzlin como un hombre
- Wolfram Pokorny como un reportero que se baña en el lago
- Gustav Püttjer como un soldador en Berlín de noche
- Karl Rathgeb como Kiebitz
- Paul Rehkopf como el viejo zapatero en Berlín
- Willi Rose como el policía en el zoológico
- Günter Sabek como Florian, hijito de Frau Tupfer
- Werner Schott como Herr Petersen
- Heinrich Schroth como un señor con su nieto
- Vera Schulz como la camarera de la casa de huéspedes
- Walter Steinweg como un reportero que se baña en el lago
- Ernst Stimmel como Herr Albrecht
- Werner Stock como Heinzelmann, colega de Dr. Werner
- Otto Stoeckel como Dr. Springer, director de una agencia de fotografía
- Gerda Maria Terno como madre con niño
- Konrad Thoms como un reportero fotográfico en prueba en el Revue
- Rudolf Günther Wagner como un reportero fotográfico en prueba en el Revue
- Franz Weber como director de una agencia de fotografía
- Inge Weigand como Frl. Gerti de la Berolina-Press
- Hilde Weissner como Frau Hesse, dueña de un salón de moda
- Eduard Wenck como Botenmeister, portero de Berolina-Press
- Charlotte Witthauer como una telefonista en el hotel del aeropuerto
- Viola Zarell como Viola, bailarina y estrella de revista, prometida de Klaus Nolte
- Maria Zidek como la secretaria de Bergmann
- Manon Chafour
- Rolf Jahncke
- Friedrich Maurer
- Otto Mownstaedt
- Erik Radolf
- Just Scheu
- Greta Schröder
- Ewald Wenck
- Bernhard Wosien

## Producción
El rodaje de la película lujosamente diseñada duró más de ocho meses. El rodaje de exteriores comenzó el 2 de agosto de 1942 en Wasserburg am Inn, así como en Berlín y sus alrededores. Las grabaciones de estudio comenzaron a principios de octubre de 1942 y finalizaron a mediados de abril de 1943. El estreno tuvo lugar el 4 de octubre de 1943 en el Gloria-Palast y el Palladium de Berlín.  El 6 de julio de 1980 la película se proyectó en el ZDF por primera vez en la televisión alemana.
El director del grupo de producción de Berlin-Film, Heinrich Jonen, también se hizo cargo de la dirección de producción. Los escenarios de la película fueron diseñadas por Karl Weber y Hermann Asmus y Walter Rühland se encargó del sonido.
Peter Mosbacher debutó ante la cámara en Großstadtmelodie, para Heinrich Schroth, que aquí solo tuvo una escena muy pequeña, la película se convirtió en una actuación de despedida.
Con costes de producción de 2.645.000 RM, Großstadtmelodie fue una película comparativamente cara. En mayo de 1944 ya había recaudado 3.156.000 RM y, por tanto, se consideraba un éxito de taquilla. 
Großstadtmelodie, anunciada por la productora Berlin-Film como “una declaración de amor a Berlín” y como una “novela moderna de la abundancia de la vida cotidiana en Berlín”, recibió la calificación de “artísticamente valiosa”. En junio de 1945, las autoridades militares aliadas prohibieron la película en Alemania.
Antes del final de la película se muestra un extracto de un discurso de Goebbels. A continuación se puede ver en un extracto más largo a Wilhelm Furtwängler (su nombre aparece brevemente en un cartel) dirigiendo en una sala decorada con cintas con la esvástica.
Como informa el libro de memorias de Curt Riess "Eso sólo sucede una vez", uno de los dos protagonistas masculinos, Karl John, se metió en muchos problemas durante o poco después del rodaje al expresar abiertamente su opinión. Según Riess, el ministro de Propaganda, Joseph Goebbels, llamó al director Liebeneiner y le interrogó sobre John. Se dice que John, dijo Goebbels a su confidente más importante en la UFA, hizo una broma mordaz sobre Hitler  durante una merienda con una mujer suiza. Aunque Goebbels le había instado a mantener el secreto, según Riess, Liebeneiner informó inmediatamente a John de su conversación con Goebbels, tras lo cual John tuvo o fingió un grave accidente con la ayuda de un médico amigo suyo. Luego, el mismo médico diagnosticó a John con una fractura en la base del cráneo e ingresó al actor en un sanatorio después de algunas semanas en el hospital para proteger a John de un posible arresto por parte de la Gestapo. Otro participante ese encuentro, según Riess, fue el colega de John, Robert Dorsay, que fue ejecutado el 29 de octubre de 1943 por comentarios irrespetuosos sobre el sistema nazi. 

## Reseñas
Werner Fiedler resaltó el papel de la ciudad en la película: "El héroe cinematográfico Berlín es un socio peligroso, fácilmente supera a todos los demás. […] Sólo un hombre con un tacto especial y un fuerte sentido del ritmo y de la música visual, como Wolfgang Liebeneiner, podría lograr convertir la melodía de la ciudad en una unidad sinfónica. Además de los movimientos presto del tráfico, tampoco falta el allegro con brio del trabajo, el molto vivace del deporte, el scherzo. También suena la tierna melodía del amor. […] y en un estudio pobre, el dolor toca música en un alma abandonada." 
Irina Scheidgen opinó que: "En este sentido, "Großstadtmelodie" podría describirse, por un lado, como un homenaje largamente esperado a la capital imperial, pero, por otra parte, también fue una película que no sólo siguió a películas urbanas modernas anteriores en su descripción de la ciudad, sino que también dio un paso decisivo más allá de ellas. La película de Liebeneiner muestra la dinámica "nueva" de la ciudad desde la perspectiva de una joven que llega desde las provincias bávaras a la capital imperial para probar suerte como fotógrafa. Hasta entonces, la ciudad se mostraba normalmente a través de historias de protagonistas masculinos, pero en ''Großstadtmelodie'', a pesar de todas las tradicionales polaridades de género, es una mujer a través de cuyos ojos o cámara fotográfica el espectador llega a conocer la gran ciudad de Berlín. Esta conexión, subrayada explícitamente por el cartel publicitario y la película, plantea la cuestión de si la melodía metropolitana no sólo podría ser una película urbana inusual y moderna, sino también la paradoja de una película de emancipación decididamente nacionalsocialista." 
La crítica de la Fundación Murnau resaltó aspectos similares: "La película se remite al período de 1937 a 1939 y tiene como objetivo transmitir el optimismo de la preguerra en una imagen de un Berlín dinámicamente moderno, pero sobre todo libre de conflictos. Pero la película [...] no es sólo un homenaje a Berlín, sino también una nueva y sorprendente perspectiva sobre ella. En las películas de entretenimiento nacionalsocialistas, la ciudad normalmente era caracterizada por diferentes protagonistas masculinos, pero aquí Berlín se se la ve desde la perspectiva de una fotógrafa de perfil joven y, por lo tanto, [,,,] toma un giro claramente emancipador." 
Bogusław Drewniak destacó el valor documental del largometraje: "No fue fácil animar a Berlín hasta 1939, ya que la guerra había dejado una huella irreparable. La película ofrecía tomas de la capital imperial que unas semanas más tarde ya no habrían sido posibles (de ahí que también tuviera valor documental)." 
El Lexikon des internationalen Films señaló también el elemento histórico en la obra:  "La película, rodada antes de la destrucción de Berlín (con el éxito “Berlín, estoy enamorado de ti día y noche”), muestra la antigua capital imperial en su esplendor." 